# Sabine Kröner
Sabine Kröner (* 29. Juli 1935 in Krefeld) ist eine deutsche Sportwissenschaftlerin mit der Ausrichtung auf Sportdidaktik und Sportsoziologie, Pionierin der Frauen- und Geschlechterforschung in der Sportwissenschaft und Hochschullehrerin.

## Leben
Nach den Lehramtsstudiengängen für Volks- und Realschulen 1956 bis 1959 in Bonn und an der Deutschen Sporthochschule Köln unterrichtete Sabine Kröner sechs Jahre als Lehrerin in Rheinhausen bei Duisburg und in Freiburg im Breisgau. 1965 holte sie der Sportdidaktiker Ludwig Mester als pädagogische Mitarbeiterin an die Justus-Liebig-Universität nach Gießen. Erstmalig für die Sportart Tennis wurde von Sabine Kröner ein Lehr-/Lernmodell für „Tennis in der Schule“ als Gruppenverfahren entwickelt.
1968 nahm Sabine Kröner – neben ihrer Lehrtätigkeit – ein Promotionsstudium im, von Lehrstuhlinhaberin Helge Pross neu gegründeten, Seminar für Soziologie an der Justus Liebig-Universität Giessen auf. Sie promovierte dort im Fachbereich Gesellschaftswissenschaften 1976 zum Dr. phil. mit der Arbeit „Sport und Geschlecht“.
1975 wechselte Sabine Kröner an die Universität/Gesamthochschule Siegen als wissenschaftliche Mitarbeiterin im Fachbereich Sportwissenschaft und wurde nach der Promotion zur Akademischen Rätin/Akademischen Oberrätin ernannt. Sie baute dort den sozialwissenschaftlichen Schwerpunkt in Forschung und Lehre auf.
1981 folgte Sabine Kröner dem Ruf als Professorin für Sportdidaktik mit dem Schwerpunkt Sportsoziologie an die Westfälische Wilhelms-Universität (WWU) Münster. Im Fachbereich Sportwissenschaft etablierte sie die sozialwissenschaftliche Abteilung. Daraus entwickelte Sabine Kröner erstmalig in der Bundesrepublik den Schwerpunkt Frauen- und Geschlechterforschung in der Sportwissenschaft.
Von 1978 bis 1986 absolvierte Sabine Kröner eine Ausbildung in der kommunikativen Methode der Themenzentrierten Interaktion (TZI) nach Ruth C. Cohn. Orientiert an der humanistischen Psychologie handelt es sich bei der TZI um ein partizipierendes Leitungskonzept, das sowohl in Bildungseinrichtungen aller Art als auch in kommerziellen Institutionen zur Anwendung kommt. Dieses Konzept wurde zur Leitlinie der Lehrarbeit von Sabine Kröner und bestimmte grundlegend ihre Forschungsarbeit. Von 1989 bis 1995 wurde unter der Leitung von Sabine Kröner das Forschungsprojekt eines partizipierenden Organisations-Modells für eine Bewegungs- und Sportkultur von Mädchen und Frauen entwickelt, erprobt und der interessierten wissenschaftlichen und sportlichen Fachöffentlichkeit sowie verschiedenen relevanten Bildungsträgern vorgestellt: „Das Bewegungs- und Kommunikations-Zentrum für Mädchen und Frauen“.
Sowohl in der Didaktik als auch mit der Etablierung der Frauen- und Geschlechterforschung hat Sabine Kröner in Theorie und Praxis neue Maßstäbe für eine innovative Sportwissenschaft gesetzt.

## Wirken
1991 gründete Sabine Kröner die Kommission „Frauenforschung in der Sportwissenschaft“ unter dem Dach der Deutschen Vereinigung für Sportwissenschaft (dvs) gemeinsam mit Gertrud Pfister, ab 2004 umbenannt in „Geschlechterforschung in der Sportwissenschaft“.
1991 hat Sabine Kröner mit Gertrud Pfister die Reihe „FrauenSportBewegung“ herausgegeben. „Ziel dieser Reihe war/ist ein Diskussionsforum für die theorie- und praxisbezogene Frauenforschung in der Sportwissenschaft zu bieten. Der Diskurs aus der Frauenforschungsperspektive wird alle Facetten der Bewegungskultur und alle sportwissenschaftlichen Teilgebiete einschließen. Die Publikationsreihe will insbesondere ein Förderorgan für Forschungsarbeiten von Frauen sein“.
1988 war Sabine Kröner Initiatorin des fächerübergreifenden „Tag der Frauenforschung“ an der Westfälischen Wilhelms-Universität Münster. Dieser Tag hatte bewirkt, dass in Münster, als die letzte Universität in Nordrhein-Westfalen, 1992 eine Frauenforschungsprofessur eingerichtet wurde.
Von 1998 bis 2000 war Sabine Kröner Mitglied im Vorstand von WILL-International (Workshop Institut for Living Learning), Verein für Themenzentrierte Interaktion (TZI). Sie war maßgeblich an der Umstrukturierung des Vereins beteiligt, der sich heute Ruth-Cohn Institute for TCI - International nennt.
1975–1978 hat Sabine Kröner maßgeblich in der Kommission „Tennis an Schulen und Hochschulen“ in Kooperation mit dem Deutschen Tennisbund (DTB) mitgewirkt.

## Ehrungen
- 1976 Carl-Diem-Preis für „Sport und Geschlecht“ (Dissertation)
- 1997 Festschrift anlässlich der Emeritierung von Sabine Kröner: „Für eine andere Bewegungskultur“. Ulrike Henkel/Gertrud Pfister (Hrsg.)

## Veröffentlichungen (Auswahl)
- Sabine Kröner: Zur Problematik der Geschlechtsrollen im Sport. In: H. Haag (Hrsg.): Didaktische und curriculare Aspekte des Sports. Schorndorf 1972, S. 141–147.
- Sabine Kröner: Sport und Geschlecht. Eine soziologische Analyse sportlichen Verhaltens in der Freizeit. Ahrensburg 1976 (Dissertation)
- Sabine Kröner: (Mitarbeit Inge Ripplinger): Tennis lernen und spielen. Ein Lehr-/Lernmodell für den Gruppenunterricht in Schule und Verein. 3. Auflage. Schorndorf 1980.
- Sabine Kröner, Gertrud Pfister (Hrsg.): Nachdenken über Koedukation im Sport. Ein Reader mit weiterführenden Perspektiven. Ahrensburg 1985.
- Sabine Kröner: Technikfortschritt und weiblicher Körper im Sport. In: Beiträge zur feministischen Theorie und Praxis. Band 20: Der neue Charme der sexuellen Unterwerfung. Köln 1987.
- Mechtild Buschmann, Sabine Kröner: Frauen in Bewegung. Der feministische Blick auf Sporttheorie, Sportpraxis und Sportpolitik. Dokumentation des ersten feministischen Seminars in Bielefeld 1987. Ahrensburg 1988.
- Sabine Kröner: World Games für Frauen – Utopie oder sinnvolle Tradition. In: A. Schlüter, C. Roloff, M.-A. Kreienbaum (Hrsg.): Was eine Frau umtreibt. Frauenbewegung-Frauenforschung-Frauenpolitik. Pfaffenweiler 1990, S. 225–234.
- Sabine Kröner, Gertrud Pfister (Hrsg.): Frauen-Räume. Körper und Identität im  Sport. Pfaffenweiler 1992.
- Sabine Kröner: Zwischen patriarchaler Realität und feministischer Utopie – Frauen in leitenden Positionen im Sport und in der Sportwissenschaft. In: Ilse Hartmann-Tews, Petra Gies-Stüber (Red.): Frauen in Europa. Clausthal-Zellerfeld 1993, S. 142–159.
- Sabine Kröner: Annäherungen an eine andere Bewegungskultur. Abschlussbericht des Modellprojektes Kultur- und Bildungszentrum für Körper, Bewegung und Sport von Mädchen und Frauen in Tecklenburg-Brochterbeck. Pfaffenweiler 1993.
- Ulrike Henkel, Sabine Kröner (Hrsg.): Und sie bewegt sich doch! Sportwissenschaftliche Frauenforschung – Bilanz und Perspektiven. Pfaffenweiler 1997.
- Sabine Kröner: Für eine bessere und gerechtere Welt – Stationen einer feministischen Forscherin. In: Klaus Zieschang (Hrsg.): Sportwissenschaft in Lebensbildern. Von den Anfängen bis zur Gegenwart aus der Perspektive von Zeitzeugen. Hamburg 1999.
- Mechtild Buschmann, Sabine Kröner: TZI bewegt – bewegende TZI. Neue Wege bewegungszentrierter Gruppenarbeit in Weiterbildung und Sozialarbeit. Mainz 2000.

| Personendaten    | Personendaten                   |
| ---------------- | ------------------------------- |
| NAME             | Kröner, Sabine                  |
| KURZBESCHREIBUNG | deutsche Sportwissenschaftlerin |
| GEBURTSDATUM     | 29. Juli 1935                   |
| GEBURTSORT       | Krefeld                         |